# ويليام رامزي (سياسي)
ويليام رامزي (بالإنجليزية: William Ramsey)‏ هو محامي وسياسي أمريكي، ولد في 7 سبتمبر 1779، وتوفي في 29 سبتمبر 1831. حزبياً، نشط في الحزب الديمقراطي. وقد انتخب عضو مجلس النواب الأمريكي.